# Saas-Fee
Pour les articles homonymes, voir Saas et Fée (homonymie).
Saas-Fee (prononcé en allemand : [zaːs feː])  (anciennement en français Fée) est une commune suisse du canton du Valais, située dans le district de Viège, au-dessus de Saas-Grund, dans la vallée de Saas.

## Histoire

Photo aérienne (1964).

Jusqu'au XIVe siècle, la vallée de Saas (en allemand : Saastal) ne comptait qu'une seule commune : Saas. Parmi les quatre villages qui ont été créés par la suite, Saas-Fee, également appelé « perle des Alpes » est le plus connu.
Inaccessible jusqu'aux années 1950 par la route — seule une piste muletière y menait — l'habitat traditionnel y subsiste, sous la forme de quelques fermes où sont élevées des vaches jusqu'au milieu du village, ainsi qu'un nombre important de raccards, greniers sur pilotis destinés à protéger le produit des récoltes des rongeurs.
La circulation automobile y est interdite, sauf pour les véhicules électriques, et des grands parkings ont été aménagés avant l'entrée du village. La station est aussi bien desservie par un système de navette (bus postaux) qui la relie directement à la gare de Visp, plus bas dans la vallée, avec correspondance directe pour Genève ou Berne.

## Localisation
La vallée de Saas est entourée d'une dizaine de sommets de plus de 4 000 mètres d'altitude, dont le Dom à 4 545 m. Elle est partiellement occupée par un glacier, le Feegletscher.

## Tourisme et patrimoine bâti
Le village obtient en 2021 le label Meilleurs villages touristiques de l'Organisation mondiale du tourisme.
Église paroissiale du Sacré-Cœur. Ce sanctuaire catholique polygonal, de plan centré, a été élevé en 1962 par David Casetti pour remplacer l’ancienne église de 1894. Clocher séparé. Vitraux par Anne-Marie Ebner et chemin de croix en mosaïque par Werner Zurbriggen.

## Domaine skiable
Le domaine skiable, desservi par de nombreuses remontées mécaniques est étendu.

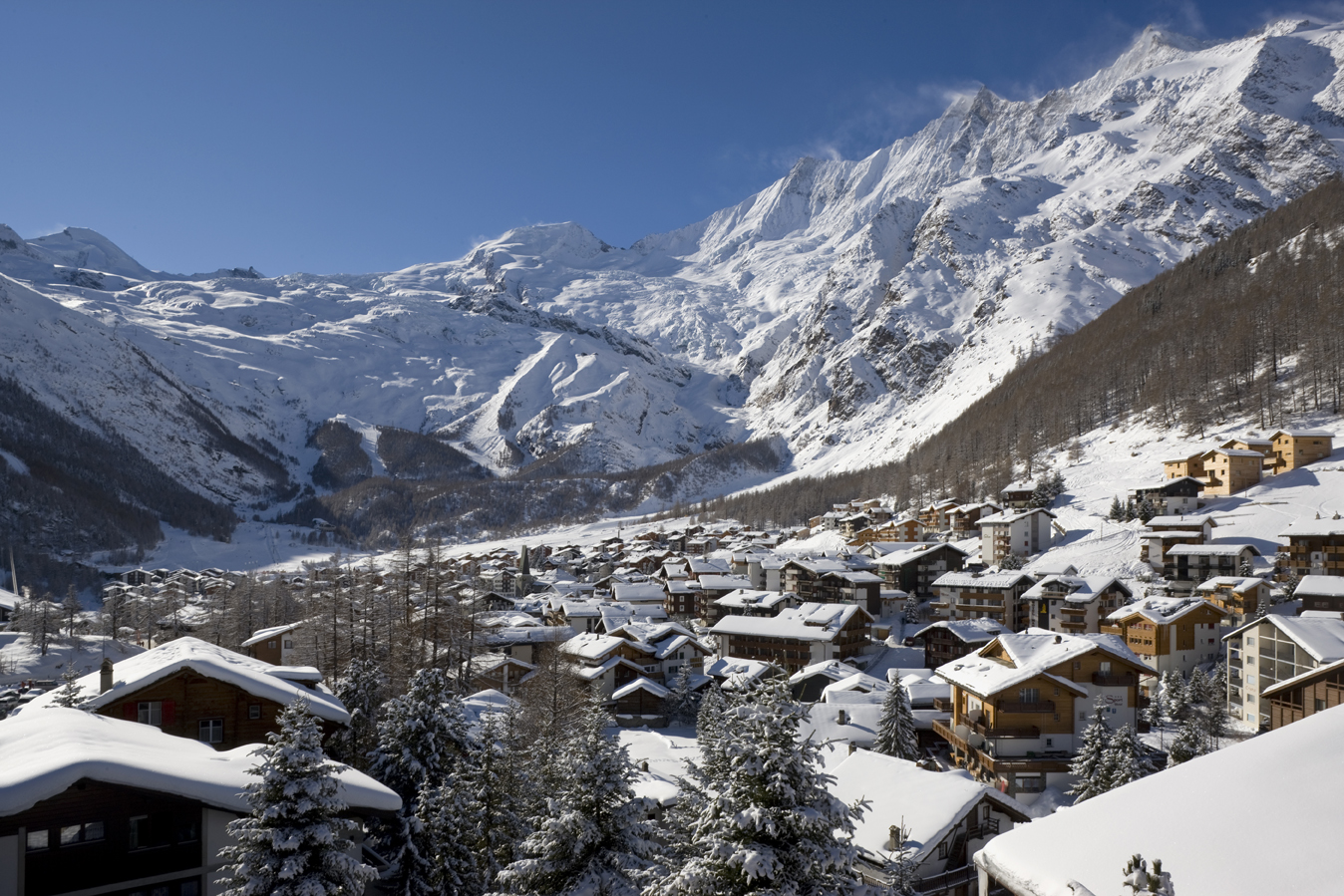
Saas Fee en hiver

Son métro alpin passe sous le glacier et monte jusqu'à 3 500 m. En raison de son exposition et de l'altitude, l'enneigement y fait rarement défaut. Ce domaine skiable est le plus important de Suisse en été, après celui de Zermatt.
Il y existe trois sous-domaines, reliés entre eux au niveau du front de neige. Pour y accéder depuis le vaste parking payant de l'entrée du village, il est nécessaire de marcher une quinzaine de minutes à travers le village, ou d'emprunter l'un des taxis électriques de la station. Le plus rapide - quoique relativement mal signalisé - est de se rendre au téléphérique Alpin Express (cabines de 30-places), situé à l'extrémité est du village, à l'écart des autres remontées mécaniques. Il rejoint directement le cœur du domaine.
Felskinn
Il s'agit du domaine skiable équipé notamment sur le glacier, le plus vaste. Une vue directe sur le glacier est offerte depuis la station même. Une zone débutants, desservie par 5 téléskis, a été aménagée directement au niveau du village sur le front de neige.
Plattjen
Un unique télécabine 6-places dessert à l'est du village quelques pistes. Il culmine à 2 570 m et permet 770 m de dénivelé.
Hannig
Ce sous-domaine, desservi par un télécabine 4-places, culmine à 2 700 m, et offre 515 m de dénivelé qui peuvent être effectués en luge ou à pied. Il ferme plus tôt que le reste du domaine en fin de saison.
Il est possible de pratiquer le ski de fond sur 6 km, entre 1 800 et 1 900 m d'altitude sur le versant Hannig. Et aussi la randonnée hivernale sur un réseau de 20 km de sentiers entretenus. Une piste de luge de 11 km est aménagée dans la station voisine de Saas-Grund.
La station est également équipée d'une installation de luge sur rail, ainsi que d'une via ferrata dans la gorge entre Saas-Fee et Saas-Grund.

## Personnalités liées à la commune
- Matthias Zurbriggen, né à Saas-Fee en 1856, alpiniste suisse spécialiste des expéditions extra-européennes, réalise la première ascension officielle de l'Aconcagua en 1897.
- Carl Zuckmayer, écrivain et dramaturge allemand, est décédé dans la commune.
- Horst von Windheim (1886-1935), homme politique allemand mort dans la commune.

## Saas-Fee dans les arts et la littérature
André Gide fait se dérouler une partie de son roman Les Faux-monnayeurs dans la station de Saas-Fee.
La station sert aussi de lieu de tournage au vidéoclip de la chanson Last Christmas du duo Wham! (1984), composé de George Michael et Andrew Ridgeley.